# 標津遺跡群
標津遺跡群（しべついせきぐん）は、北海道標津郡標津町字標津に所在する擦文文化やオホーツク文化の集落跡を代表する広域的な遺跡群である。伊茶仁カリカリウス遺跡、古道遺跡、三本木遺跡の3つの遺跡と、伊茶仁川沿いに残された遺跡群から成っており、最大の特徴は、現在の地表面から数千年前の竪穴建物跡が窪みとして確認でき、しかもその数が日本最大の規模を誇ることである 。

## 遺跡

### 伊茶仁カリカリウス遺跡
- 伊茶仁カリカリウス遺跡（北緯43度40分46.5秒 東経145度5分47.0秒 / 北緯43.679583度 東経145.096389度）（いちゃにカリカリウスいせき）は、ポー川と伊茶仁川に挟まれた標高20メートルの台地に位置する。1200あまりの竪穴建物跡が台地縁辺部で観察され、ここでは擦文文化の竪穴建物の構造が明らかにされている。1979年（昭和54年）5月22日史跡に指定される[2][3]。

天然記念物標津湿原と合わせて542haの指定地と標津町歴史民俗資料館と縄文時代からの竪穴建物跡群などのポー川史跡自然公園として整備されている 。

### 古道遺跡
- 古道遺跡（北緯43度39分5.4秒 東経145度5分37.0秒 / 北緯43.651500度 東経145.093611度）は、標津川の流域の標高8メートルの左岸段丘に立地し、擦文時代を中心とする219の竪穴建物跡とコの字形の面崖式チャシからなり、1976年（昭和51年）6月21日史跡に指定される[2][3]。現在の標津川河口から約4km上流の左岸に位置し、標高12mほどの台地の上に、縄文～続縄文時代のものと思われる円・楕円形の竪穴建物跡のくぼみ52軒と、擦文時代の方形のくぼみ160軒が確認されている[5] 。

### 三本木遺跡
- 三本木遺跡（北緯43度40分33.7秒 東経145度7分22.7秒 / 北緯43.676028度 東経145.122972度）は、標津川の左岸に発達した海岸砂丘上に立地するオホーツク文化期の五角形ないし六角形の21軒分の竪穴建物跡が地表から観察され、下層に続縄文文化の遺構の存在が確認された。1989年（平成元年）10月22日史跡に指定される[2][3]。標津川左岸の蛇行河川跡に面した標高3mほどの海岸砂丘上に、21軒以上の竪穴建物跡くぼみが確認されている[5] 。